# Luciano Laurana
Luciano Laurana (kroatisch: Lucijan Vranjanin; * um 1420 in Vrana, Zadar, Kroatien; † um 1479 in Pesaro) war ein Architekt der Frührenaissance und der Baumeister des Herzogspalasts in Urbino, der als eine der bedeutendsten Palastarchitekturen der italienischen Renaissance gilt.

## Leben

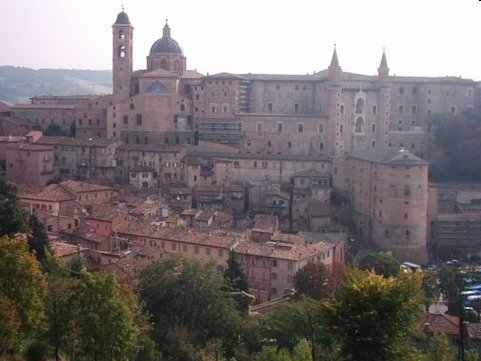
Panorama von Urbino mit dem Dom und dem Herzogspalast (Architekt Luciano Laurana)

Luciano Laurana wurde in Dalmatien geboren, damals venezianisches Gebiet an die türkische Welt grenzend. Er arbeitete in den frühen 1460er Jahren vermutlich am Hof der Sforza-Familie in Mailand und wurde von ihr beauftragt, die Rocca Constanza in Pesaro zu errichten.
1466 wurde er von Federico da Montefeltro, dem Grafen von Montefeltro und ersten Herzog von Urbino, eingeladen, als leitender Architekt und Baumeister den Palast in Urbino, den sogenannten Palazzo Ducale, fertigzustellen. Urbino war unter Federicos Herrschaft zu einem bedeutenden Zentrum der Renaissance erblüht und seit 1454 wurde der ältere Palast an der Stelle des heutigen Nordflügels nach und nach erweitert. Laurana stellte bis zu seinem Weggang 1472 den Rohbau im Wesentlichen fertig, dessen Innenausbau ab 1476 durch Francesco di Giorgio vollendet wurde.
Der Palast gehört zusammen mit den nicht mehr erhaltenen Bauten in Mantua zu den ersten großen fürstlichen Residenzen der Renaissance in Europa.
Die Bedeutung Lauranas als Architekt ist lange Zeit nicht gewürdigt worden, er wurde erst von der modernen Kunstgeschichte wiederentdeckt.